# Mieczysław Mümler
Mieczysław Mümler (né le 10 décembre 1899 à Lemberg - mort le 5 septembre 1985 à Londres est un pilote de chasse polonais, as des forces armées polonaises de la Seconde Guerre mondiale, titulaire de cinq victoires homologuées.

## Biographie
Mieczysław Mümler défend Lwów contre les forces ukrainiennes en novembre 1918, il est blessé au combat. En février 1919 il est affecté à un régiment d'artillerie. Il participe à l'insurrection de Grande-Pologne. Trois ans plus tard il termine l'école des cadets officiers de l'artillerie et il est promu sous-lieutenant.
En 1926 il est transféré à sa demande dans la force aérienne. En 1929 il prend le commandement d'une escadrille de chasse à Poznań. Ensuite il devient instructeur à l'école de pilotage à Grudziądz.
Pendant la campagne de Pologne il commande le groupe de chasse III/3, sur PZL P11-c, rattaché à l'armée de Poznań. Pendant la Bataille de la Bzura, il mène avec succès des missions d'attaque au sol de colonnes motorisées allemandes. Le 6 septembre 1939 il remporte sa première victoire sur un He 111.
Après l'invasion soviétique de la Pologne il est évacué en Roumanie, ensuite il arrive en France où il organise et commande un groupe de chasse. Il fait un stage au GC II/7 au sein duquel il combat jusqu'à l'armistice. Le 15 juin 1940, il est considéré comme disparu. En réalité, il avait fait un atterrissage forcé en tentant de rejoindre son terrain de Chissey-sur-Loue sur son Dewoitine D.520. Ce même jour, il est promu lieutenant-colonel.

Après la bataille de France il gagne l'Angleterre. Le 13 juillet 1940 il se voit confier la mission de former et de commander la 302e escadrille de chasse polonaise. Fin février 1941 il prend le poste de chef instructeur au 58 OTU (Operational Training Unit) puis au 55 OTU. En septembre 1942 il devient le commandant de la base aérienne de Northolt (RAF Station Northolt).
Il est démobilisé fin 1946 avec le grade de colonel et habite Londres où il devient boulanger.
Mieczysław Mümler s'éteint le 5 septembre 1985.

## Decorations
- Ordre militaire de Virtuti Militari
- La croix de la Valeur Krzyż Walecznych - 2 fois
- Croix de guerre 1939-1945

## Tableau de chasse
| Date              | Appareil(s) abattu(s) |
| ----------------- | --------------------- |
| 6 septembre 1939  | Heinkel He 111        |
| 12 septembre 1939 | Heinkel He 111        |
| 12 septembre 1939 | Henschel Hs 126       |
| 1er juin 1940     | Heinkel He 111        |
| 15 juin 1940      | 1/2 Dornier Do 17     |
| 18 juin 1940      | Dornier Do 215        |